# Trigolo
Trigolo – miejscowość i gmina we Włoszech, w regionie Lombardia, w prowincji Cremona.
Według danych na rok 2004 gminę zamieszkiwało 1645 osób, 102,8 os./km².